# Niguza eucesta
Niguza eucesta là một loài bướm đêm trong họ Erebidae.